# NCIS - Unità anticrimine
NCIS - Unità anticrimine (NCIS) è una serie televisiva statunitense di genere poliziesco, creata da Donald P. Bellisario e Don McGill, e trasmessa dal 23 settembre 2003 dal network CBS. Fa parte dell'omonimo franchise, a cui ha dato origine.
Nata come spin-off di JAG - Avvocati in divisa, la serie ha come protagonista la principale squadra di agenti speciali del Naval Criminal Investigative Service (NCIS), un dipartimento della Marina Militare degli Stati Uniti che si occupa di ogni caso criminale o investigativo che coinvolga membri del corpo militare stesso. Nel 2009 la serie ha a sua volta generato un primo spin-off, NCIS: Los Angeles; un secondo spin-off, NCIS: New Orleans, ha debuttato nel 2014; un terzo spin-off, NCIS: Hawai'i, ha debuttato nel 2021, mentre un quarto spin-off, NCIS: Sydney, ha debuttato nel 2023.
A partire dalla stagione televisiva 2009-2010, NCIS si è affermata come la serie televisiva più vista negli Stati Uniti. Un sondaggio condotto nel 2011 dalla Harris Interactive, inoltre, indicò NCIS come lo "show televisivo preferito di tutti i tempi" dal pubblico statunitense.
La serie gode di notevole popolarità anche al di fuori del paese di origine. Secondo un rapporto di Digital TV Research, nel 2012 NCIS è stato il programma televisivo a generare maggiori profitti dalla vendita dei diritti sul mercato televisivo europeo; l'unico a superare la quota di 200 milioni di dollari. Nel 2014, al Monte-Carlo Television Festival, è stata indicata da una stima di Eurodata TV Worldwide come serie drammatica più vista al mondo durante l'anno precedente. Il 20 febbraio 2025, la serie è stata rinnovata per una 23ª stagione.
In Italia la serie è trasmessa dal 10 gennaio 2005 in prima visione da Rai 2.

## Trama
La serie segue le vicende della principale squadra di agenti speciali dell'agenzia federale Naval Criminal Investigative Service (NCIS), denominata Major Case Response Team (MCRT), con sede al Washington Navy Yard di Washington. L'NCIS si occupa dei reati più gravi che vedono coinvolti membri o persone legate alla marina degli Stati Uniti o al corpo dei Marines. Il Major Case Response Team, in particolare, si occupa dei casi più difficili e delicati, quali ad esempio l'omicidio di uomini vicini al Presidente, morti di celebrità all'interno di basi della marina, minacce terroristiche e rapimenti.
Il MCRT è guidato dall'agente speciale supervisore Leroy Jethro Gibbs ed è composta dall'agente speciale Anthony "Tony" DiNozzo (fino alla tredicesima stagione), dall'agente speciale Timothy McGee e, fino alla decima stagione, dall'agente speciale Ziva David, inizialmente aggregata alla squadra come agente di collegamento con il Mossad, sostituendo a partire dalla terza stagione l'agente Caitlin "Kate" Todd, rimasta uccisa in servizio al termine della seconda stagione. Nel corso dell'undicesima stagione l'agente Ziva David viene sostituita dall'agente Eleanor Bishop. Nelle sue indagini, la squadra è assistita dal medico legale Donald "Ducky" Mallard, dal suo assistente Jimmy Palmer, che ha sostituito Gerald Jackson durante la prima stagione, e dall'analista forense Abigail "Abby" Sciuto. Dalla quattordicesima stagione entrano a far parte della squadra tre nuovi agenti: Alexandra Quinn, ex istruttrice della FLETC (Federal Law Enforcement Training Center), Nick Torres, ex agente sotto copertura e Clayton Reeves (già apparso in due episodi della tredicesima stagione), agente dell'MI6. Nella stagione successiva l'agente Quinn lascia il MCRT per occuparsi della madre gravemente malata. Al suo posto subentra un'altra donna, l'agente Jacqueline Sloane. Dopo la morte di Clayton Reeves, Abby Sciuto lascia l'NCIS e la sostituisce Kasie Hines. All'inizio della diciottesima stagione Jacqueline Sloane lascia l'NCIS. A partire dal quindicesimo episodio della diciottesima stagione entra a far parte del team l'agente Jessica Knight. Alla fine della diciottesima stagione Eleanor Bishop lascia l'NCIS per seguire l'ex agente della CIA che l'aveva addestrata. Dal terzo episodio della diciannovesima stagione Leroy Jethro Gibbs lascia l'NCIS e gli subentra l'ex agente FBI Alden Parker.
Al vertice dell'agenzia federale, vi è il direttore Leon Vance, che ha sostituito dalla quinta stagione la direttrice Jennifer Shepard, rimasta uccisa in missione. Fino alla seconda stagione l'agenzia era guidata da Tom Morrow.

### Prima stagione
Leroy Jethro Gibbs, agente del NCIS di Washington è a capo di una squadra composta dall'agente operativo Anthony DiNozzo, dall'analista forense Abby Sciuto e dal medico legale Donald Mallard. Dopo un caso che coinvolge l'Air Force One (il jet privato del Presidente degli Stati Uniti) alla squadra si aggiunge Kate Todd. L'arco narrativo dell'intera stagione è legato ad Ari Haswari, inizialmente sospettato di essere un terrorista, in quanto aveva preso in ostaggio una parte della squadra di Gibbs, ma in realtà un agente del Mossad, infiltrato in un gruppo terroristico e protetto dall'FBI. Nell'ultimo episodio Gibbs spara ad Ari sostenendo che questo renderà più credibile la sua copertura al ritorno in Medio Oriente.

### Seconda stagione
A inizio stagione il giovane e inesperto Timothy McGee, già apparso in alcuni episodi della prima stagione, diventa un membro fisso del team di Gibbs, mentre a Ducky si affianca Jimmy Palmer. L'arco narrativo di questa stagione è ancora legato ad Ari Haswari e ai suoi intrighi. Durante il corso della vicenda l'agente del Mossad non appare fino all'ultimo episodio, in cui dopo aver attaccato la squadra del NCIS, e dopo essersi rivelato un traditore, tende un agguato a Kate, uccidendola con un colpo di fucile.

### Terza stagione
All'inizio di questa stagione Ari Haswari viene ucciso da Ziva David, agente del Mossad e sua sorellastra che in seguito entra nella squadra come agente di collegamento. Nel frattempo la direzione dell'agenzia viene affidata a Jennifer Shepard, un tempo collega e amante di Gibbs, con cui si troverà spesso in disaccordo. In questa stagione quest'ultimo viene coinvolto in un'esplosione in cui un agente sotto copertura perde la vita, mentre lui cade in coma. Al suo risveglio ha dimenticato gli avvenimenti degli ultimi 15 anni ma in suo soccorso sopraggiunge Mike Franks, il suo mentore. Al termine della stagione viene rivelata una verità che nessuno conosceva: Gibbs aveva una moglie, Shannon Gibbs, e una figlia , Kelly Gibbs, assassinate anni prima in quanto la donna doveva testimoniare in un importante processo. Dopo questo trauma Gibbs si dimette e affida il team a Tony, e raggiunge Mike in Messico.

### Quarta stagione
Gibbs dopo aver risolto alcuni casi autonomamente ritorna a capo del team. Il filo conduttore della stagione è legato a Tony, che inizia una relazione seria con Jeanne, una giovane dottoressa. Nel frattempo, per richiesta del direttore Shepard, Tony inizia a indagare sul trafficante di armi francese René Benoit, conosciuto anche come La Grenouille. Nell'ultimo episodio della stagione si scopre che Jeanne è la figlia del trafficante e che la relazione di Tony era solo una copertura per avvicinarsi a lui.

### Quinta stagione
Questa stagione prosegue le vicende accadute nella precedente. In effetti La Grenouille fa visita al direttore Shepard per costituirsi poiché teme che alcuni suoi nemici possano volerlo morto ma la donna si rifiuta di aiutarlo, condannandolo di fatto a morte. Negli ultimi episodi della stagione il direttore perde la vita in uno scontro di armi da fuoco. In seguito Gibbs e Mike Franks uccidono i responsabili della sua morte e poi, con l'aiuto del direttore aggiunto Leon Vance insabbiano la vicenda. Vance viene nominato nuovo direttore nel NCIS e decide dunque di sciogliere la squadra del MCRT assegnando a Gibbs dei nuovi agenti.

### Sesta stagione
La sede del NCIS di Washington è compromessa da una talpa che si scoprirà essere l'agente Michelle Lee. Ma il filo conduttore vero e proprio della stagione è legato a Ziva e a un agente del Mossad, Michael Rivkin, in missione segreta negli Stati Uniti. Tony si dimostra spesso geloso del nuovo amico di Ziva e a fine stagione, in seguito a una colluttazione egli lo uccide. In seguito, per non danneggiare i rapporti diplomatici con Israele la squadra parte. Qui Tony viene interrogato da Eli David, padre di Ziva e direttore del Mossad e grazie alle parole giuste riesce a mantenere intatti i rapporti fra le due agenzie ma Ziva delusa dal comportamento di Tony decide di rimanere in Israele mentre il resto della squadra ritorna a casa. Viene anche rivelato che anni prima era stato proprio Eli a inviare Ziva per uccidere il fratellastro, sperando che potesse legarsi a Gibbs e alla sua agenzia. Nella scena finale Ziva è legata a una sedia e un uomo misterioso cerca di estorcerle delle informazioni sull'NCIS.

### Settima stagione
Ziva è stata catturata da alcuni terroristi somali e la squadra fa ritorno in Israele per liberarla. Al termine della missione Ziva decide di ritornare negli Stati Uniti, venendo accolta nell'ufficio con affetto. Le vicende della stagione si incentrano poi sul colonnello Bell, collegato a Paloma Reynosa e Alejandro Rivera. I due sono entrambi figli di Pedro Hernandez, l'assassino di Shannon e Kelly Gibbs, a sua volta ucciso da Gibbs in cerca di vendetta molti anni prima. I due riescono a catturare l'agente speciale minacciandolo di uccidere le persone a lui care, partendo da suo padre.

### Ottava stagione
La vicenda di Paloma Reynosa si conclude a inizio stagione. Mentre gli agenti del MCRT sono sparsi per il mondo, Gibbs con un piano astuto riesce a ingannare Alejandro Rivera che uccide la sorella pensando che nella casa in cui si trovava ci fosse lo stesso Gibbs. Al termine della vicenda Vance decide di archiviare la relazione su Gibbs, colpevole di essersi vendicato dell'assassino della sua famiglia agendo al di sopra della legge.
Il filo conduttore della stagione è la caccia al Killer dei Porti, un assassino dall'identità sconosciuta che arriverà a uccidere Mike Franks nel penultimo episodio. In questo momento il team di Gibbs collabora con EJ Barrett, che avrà una relazione con Tony e la sua squadra. La donna al termine della stagione viene presa in ostaggio dal Killer dei Porti in quanto è nipote del Segretario di Stato.

### Nona stagione
Durante questa stagione Gibbs e i suoi uomini si trovano a fronteggiare Harper Dearing, un piromane in cerca di vendetta per la morte di suo figlio, morto a bordo di una nave a causa di una falla nella sicurezza. Nell'ultimo episodio la sede centrale di Washington viene fatta esplodere con Gibbs e tutti gli agenti al suo interno. Ducky, intento a passeggiare su una spiaggia, riceve la notizia e viene colpito da un improvviso malore.

### Decima stagione
L'intera squadra è sopravvissuta all'attacco e Gibbs riesce a uccidere Dearing mettendo fine all'intreccio della stagione precedente. Ducky, sopravvissuto al suo malore viene parzialmente sostituito da Palmer che acquista una notevole importanza. Ma poco tempo dopo si sviluppa un nuovo filo conduttore, nuovamente legato a Ziva e al Mossad. Infatti il direttore Eli David e la moglie di Vance rimangono uccisi in un attacco alla casa del direttore dell'NCIS. Ziva si impegna al massimo per vendicare il padre, e riesce infine a uccidere Bodnar, il responsabile dell'accaduto. Durante questo periodo fra Tony e Ziva c'è un avvicinamento. Negli ultimi episodi il Dipartimento della Difesa arresta Gibbs con l'accusa di ostacolare la giustizia.

### Undicesima stagione
Ziva decide di far ritorno in Israele e lascia per sempre l'NCIS dichiarando a Tony il suo amore. Il suo posto viene preso dalla giovane Eleanor Bishop. In questa stagione il team si trova a fronteggiare Parsa. Nell'ultimo episodio Gibbs perde suo padre.

### Dodicesima stagione
La stagione si apre con una trasferta del team in Russia. Qui il loro elicottero viene attaccato dagli uomini di Sergei Mishnev, un mercenario che per ragioni ignote è ossessionato da Gibbs. Benché i due si confrontino nel primo episodio il criminale sopravvive e raggiunge gli Stati Uniti dove inizia a rievocare la morte delle persone più importanti per Gibbs. Arriva addirittura ad assassinare una delle sue tre ex mogli (Diane) nello stesso modo in cui Ari Haswari aveva assassinato Kate. Si scopre dunque che Ari e Sergei erano fratellastri. Mishnev viene infine ucciso.
Negli ultimi episodi l'NCIS si trova a fronteggiare un gruppo terroristico noto come I Chiamati che recluta giovani ragazzi in tutto il mondo. Nelle ultime scene Gibbs viene colpito da due colpi di pistola sparati da un bambino appartenente al gruppo. Il leader dell'NCIS dopo anni di missioni e casi risolti si trova improvvisamente in bilico, fra la vita e la morte.

### Tredicesima stagione
Mentre la vita di Gibbs è appesa a un filo, Tony riesce a localizzare e a eliminare Daniel Budd, il leader de I Chiamati mettendo fine alla pericolosa organizzazione terrorista. Grazie all'intervento del chirurgo Cyril Taft, Gibbs riesce a sopravvivere e ritorna rapidamente operativo.
Negli ultimi episodi l'NCIS si trova a far fronte a un caso che coinvolge anche l'MI6 e a collaborare con l'agente Clayton Reeves. Nel frattempo il vecchio direttore dell'agenzia Tom Morrow viene assassinato e poco dopo anche Fornell viene gravemente ferito. Si scopre poi che la fattoria in Israele dove viveva Ziva è stata bombardata e che la donna è presumibilmente morta, ma che la figlia Tali è sopravvissuta. Tony scopre di essere il padre della bimba. Alla fine il responsabile del bombardamento, l'agente corrotto della CIA Trent Kort viene ucciso e DiNozzo decide di lasciare la squadra per occuparsi della piccola Tali.

### Quattordicesima stagione
Dopo la partenza di Tony, Gibbs è alla ricerca di un degno sostituto. Al termine di un importante caso, che coinvolge anche l'agente Nick Torres (dato per morto da un anno) e la responsabile degli addestramenti delle reclute Alexandra Quinn, i due accettano la proposta di unirsi alla squadra del MCRT, divenendo nuovi agenti operativi. Presto si unirà a loro l'agente Clayton Reeves dell'MI6, poiché ha accettato di far parte della pericolosa operazione Willoughby, che avrà conseguenze dolorose per la squadra e in particolare per Bishop che perderà il suo nuovo fidanzato.

### Quindicesima stagione
Quinn lascia la squadra per assistere la madre malata. Il suo posto viene preso dall'Agente Speciale Jacqueline Sloane, psicologa forense ed ex Tenente dell'Esercito, trasferitasi dalla Costa Occidentale su richiesta di Vance, a cui deve il proprio salvataggio in Afghanistan (dove era stata fatta prigioniera e torturata per mesi da un uomo conosciuto come Masahun) anni prima, che entrerà a far parte della vita di Gibbs come nessuno riusciva a fare da tempo. Al termine della stagione, mentre Abby e Clayton passeggiano per strada dopo aver cenato in un ristorante, vengono aggrediti da un rapinatore che uccide l'agente dell'MI6 il quale aveva fatto scudo a Abby con il proprio corpo. Quest'ultima decide quindi di abbandonare l'NCIS per trasferirsi a Londra, città natale dell'uomo, e dedicarsi al volontariato aprendo una fondazione dedicata a sua madre, dato che lui non è riuscito a farlo.

### Sedicesima stagione
Dopo l'abbandono di Abby, alla squadra si aggiunge Kasie Hines, nuova specialista forense. Si scopre inoltre che Sloane ha una figlia, Faith, data in adozione subito dopo la nascita. Durante un'indagine Bishop scopre che Ziva David è ancora viva, ma decide di non rivelarlo a nessuno, mentre Gibbs è costretto ad infrangere la regola 10 (Non farsi mai coinvolgere personalmente in un caso). L'uomo deciderà inoltre di confessare al suo team di aver ucciso in passato l'assassino di sua moglie e sua figlia e successivamente di parlarne con la psicologa Grace Confalone che lo aveva già aiutato in passato. Emily, la figlia dell'Agente Speciale Fornell, finisce in ospedale per un'overdose di oppioidi. Nel finale di stagione, Ziva arriva nel seminterrato di Gibbs informandolo di essere in pericolo.

### Diciassettesima stagione
Gibbs decide di fidarsi di Ziva e insieme si danno alla fuga da un commando armato che li attacca; la David informa l'ex capo che una donna di nome Sahar la vuole morta e ora vuole sfruttare lui per arrivare a lei. Mentre il resto della squadra fa i conti con l'improvviso ritorno della loro ex collega, Bishop si scusa con McGee per non avergli detto nulla, insistendo sul fatto che si sia sentita in dovere di agire così per ciò che Ziva aveva rappresentato per tutti quando era nell'NCIS. Alla fine del secondo episodio, quest'ultima riparte dicendo a Gibbs che prima di poter riunirsi alla sua famiglia (l'Agente Speciale DiNozzo e la piccola Tali) deve fare ancora una cosa. Andando avanti, una nuova presenza entra nella vita di Gibbs, Phineas (Jack Fisher), e svilupperanno un profondo rapporto. Nel decimo episodio, si scopre che la madre di Phineas è Sahar, la donna che dà la caccia a Ziva da tanti anni, e viene uccisa dallo stesso Gibbs. Nell'episodio seguente Phineas sparisce, rapito da Halabi (un uomo di suo zio) per portarlo in Libia dallo zio, ma viene salvato dal team. Dopo aver salvato il bambino, Ziva saluta la sua vecchia squadra e raggiunge Tony e Tali a Parigi.

### Diciottesima stagione
In questa stagione, tra un caso e l'altro la squadra dovrà sopportare molte difficoltà; il primo è Jimmy Palmer, che si destreggia tra lavoro e famiglia (dopo aver perso la moglie per il COVID-19); poi c'è la partenza di Jack Sloane, che si trasferisce lontano, lasciando Gibbs senza una voce amica e una spalla a cui appoggiarsi; poi ci sarà il trasferimento di Bishop, che accetta la proposta di una funzionaria CIA di lavorare sotto copertura; la sua sparizione ferisce soprattutto Nick Torres, che cominciava a provare più che amicizia per lei. Ma il colpo di grazia è la morte di Emily Fornell, ricaduta nella tossicodipendenza e morta per overdose (prende pillole da un flacone della madre di un'amica, ma il corpo disintossicato non regge la quantità eccessiva, a cui Emily era abituata prima di curarsi); la sua fine getta nella disperazione Tobias Fornell ma colpisce anche Gibbs, che alla fine cede: durante una indagine, scopre da una anziana che il vicino le uccide i cani annegandoli e lo picchia; Vance lo sospende ma la notizia va su un giornale facendo scalpore, e poiché non vuole difendersi Gibbs viene allontanato dal suo posto. McGee prende il comando momentaneo della squadra, ma l'assenza del capo pesa su lui e Torres.
Contattato dalla giornalista che ha scritto della sua aggressione, Gibbs finisce suo malgrado per aiutarla in un'indagine su un serial killer che da alcuni anni agisce indisturbato; nell'arco di qualche settimana, e con un piccolo aiuto da parte di Kasie, Gibbs mette insieme una parte dei pezzi intuendo che c'è uno schema dietro alla scelta delle vittime, ma non si vede ancora; nell'ultima puntata, cercando indizi utili, Gibbs porta l'ultima barca che ha costruito (abbattendo la parete del seminterrato per farla uscire!) ad un lago fuori Washington, ma durante la traversata la barca esplode.

### Diciannovesima stagione
In seguito all'esplosione della sua barca (avvenuta nel finale della precedente stagione), Gibbs è ferito ma riesce a trascinarsi a riva; viene poi trovato da una coppia anziana, e il marito lo cura al meglio. Alla base la squadra fa i salti mortali per ritrovarlo, con l'aiuto temporaneo dell'agente Jessica Knight (che ha lasciato il vecchio incarico), e ci riesce dopo molti sforzi; a questo punto, Timothy McGee mette Gibbs di fronte ad una scelta: se vuole occuparsi del caso deve farlo come agente in servizio, con annessi e connessi; Gibbs torna in servizio, e parte la caccia al serial killer; durante l'indagine la squadra incrocia la strada con l'agente Alden Parker dell'FBI, che cerca lo stesso uomo, così le due agenzie decidono di collaborare; ma quando il killer viene catturato, manovra gli eventi per essere accompagnato da Gibbs e Parker in un luogo, sapendo che il protagonista troverà il modo di mollare Parker per strada; e così avviene, quindi quest'ultimo fa emettere l'ordine di arrestare Gibbs. Grazie alle ultime rivelazioni del killer (che si suicida calpestando una mina posizionata da lui stesso), quest'ultimo e McGee risalgono ad una delle prime vittime, una attivista ambientalista dell'Alaska le cui denunce infastidivano la presidente di una potente società mineraria; però Parker è altrettanto bravo e rintraccia i due in Alaska; Gibbs gli propone di incastrare la donna insieme prima che lui si consegni. Tuttavia, al momento dell'arresto, Parker apre le manette: ha chiesto informazioni su Gibbs e ha parlato con Tobias Fornell, decidendo che è l'azione sbagliata. Tuttavia Gibbs decide a sorpresa di restare in Alaska, e spiega a McGee che deve allontanarsi dalla vecchia vita per trovare pace; ha già salutato tutti gli altri prima di partire, resta solo McGee, che lo abbraccia e sale sull'aereo guardando il suo ex capo pescare.
McGee prende momentaneamente il comando della squadra, finché il direttore Vance non chiama l'agente Parker (licenziato dall'FBI per aver liberato Gibbs) offrendogli un periodo di prova; dopo il primo caso quest'ultimo accetta ed entra ufficialmente nell'agenzia; viene trasferita anche la Knight prendendo il posto di Bishop; la mancanza di quest'ultima mette a dura prova Torres, che si dà al bere, prima di riuscire ad affrontare i suoi demoni grazie alla psicologa dell'agenzia. McGee e Torres sono inizialmente perplessi dal cambio del caposquadra, poiché Parker è molto più moderno, "digitale" e pacato di Gibbs, ma col tempo si abituano ai nuovi ritmi; nonostante ciò Torres chiede a McGee perché non abbia chiesto il ruolo per sé; Timothy risponde che non è capace di dedicare ogni minuto della giornata al lavoro come faceva Gibbs, e inoltre è marito e padre: quest'ultimo, per riprendersi da anni ed anni passati così, è dovuto andare fino in Alaska per trovare pace.
Tra Knight e Jimmy Palmer nasce una intesa, dopo che Jessica lo invita ad un matrimonio; intesa che sembra evolversi in qualcos'altro, anche se i due frenano e preferiscono essere prudenti.

## Episodi
| Stagione                 | Episodi | Prima TV USA | Prima TV Italia |
| ------------------------ | ------- | ------------ | --------------- |
| Prima stagione           | 23      | 2003-2004    | 2005            |
| Seconda stagione         | 23      | 2004-2005    | 2006            |
| Terza stagione           | 24      | 2005-2006    | 2006-2007       |
| Quarta stagione          | 24      | 2006-2007    | 2007            |
| Quinta stagione          | 19      | 2007-2008    | 2008            |
| Sesta stagione           | 25      | 2008-2009    | 2009-2010       |
| Settima stagione         | 24      | 2009-2010    | 2010            |
| Ottava stagione          | 24      | 2010-2011    | 2011            |
| Nona stagione            | 24      | 2011-2012    | 2012            |
| Decima stagione          | 24      | 2012-2013    | 2013            |
| Undicesima stagione      | 24      | 2013-2014    | 2014            |
| Dodicesima stagione      | 24      | 2014-2015    | 2015-2016       |
| Tredicesima stagione     | 24      | 2015-2016    | 2016            |
| Quattordicesima stagione | 24      | 2016-2017    | 2017            |
| Quindicesima stagione    | 24      | 2017-2018    | 2018            |
| Sedicesima stagione      | 24      | 2018-2019    | 2019            |
| Diciassettesima stagione | 20      | 2019-2020    | 2020            |
| Diciottesima stagione    | 16      | 2020-2021    | 2021            |
| Diciannovesima stagione  | 21      | 2021-2022    | 2022            |
| Ventesima stagione       | 22      | 2022-2023    | 2023            |
| Ventunesima stagione     | 10      | 2024         | 2024            |
| Ventiduesima stagione    | 20      | 2024-2025    | 2025            |

## Personaggi e interpreti
- Leroy Gibbs (stagione 1-19), interpretato da Mark Harmon, doppiato da Angelo Maggi.
 Nato a Stillwater, in Pennsylvania, da Jackson e Ann Gibbs. Capo squadra, ex sergente decorato dei marines, agente speciale dell'NIS (precedente nome dell'NCIS) dal 1992. Il suo mentore all'agenzia, Mike Franks, ha indagato sulla morte della prima moglie e della figlia di Gibbs. Dopo che quest'ultimo ha ucciso il loro assassino, è entrato nell'NCIS. Ha avuto altre tre mogli da cui è divorziato. Una delle sue ex consorti viene assassinata dal fratellastro di Ari (nemesi dell'agente nelle prime due stagioni) per vendicarlo. Gibbs ha avuto anche una relazione con la direttrice Shepard quando erano compagni di squadra. Abbandona l'NCIS alla fine della terza stagione per poi farvi rientro nella stagione successiva dopo aver indagato su due casi per favore personale. Richiama i suoi subalterni con degli scappellotti. Nella settima stagione rischia di essere arrestato per l'omicidio del killer che uccise sua moglie Shannon e sua figlia Kelly. Al termine della dodicesima stagione viene gravemente ferito da un bambino legato al gruppo terroristico de I Chiamati. Dopo aver rischiato di morire viene salvato dall'esperto chirurgo Cyril Taft che diventa poi suo amico. Decide di lasciare l'NCIS nella diciannovesima stagione e si trasferisce in Alaska venendo sostituito da Alden Parker.
- Caitlin Todd (stagioni 1-2, guest 3, 8-9, 12), interpretata da Sasha Alexander, doppiata da Antonella Baldini.
Agente dell'NCIS dal 2003 al 2005, morta in missione. Ex agente dei servizi segreti. Esperta in psicologia criminale, rimprovera spesso Tony per il suo carattere infantile. Viene uccisa alla fine della seconda stagione da Ari Haswari, fratellastro di Ziva David, ex agente del Mossad che poi prenderà il suo posto. Ricompare in seguito in alcuni flashback.
- Anthony "Tony" DiNozzo (stagioni 1-13, guest 21), interpretato da Michael Weatherly, doppiato da Alessandro Quarta.
 Ha frequentato l'Ohio State University, è stato detective per la Omicidi di Baltimora, Filadelfia e Peoria. Membro più anziano della squadra, unitosi all'NCIS nel 2001. Ex poliziotto dell'antidroga e della omicidi di Baltimora, proviene da una famiglia ricca ed è cresciuto col padre. Diventa capo-team tra la terza e la quarta stagione in assenza di Gibbs. Nelle prime due stagioni ha un atteggiamento infantile e donnaiolo, dalla terza stagione cambierà grazie alla morte di Kate. In seguito instaurerà un rapporto molto particolare con Ziva. Dopo aver scoperto di aver avuto una figlia da quest'ultima, chiamata Tali, deciderà di lasciare il team per occuparsi della piccola, in quanto la madre è apparentemente morta, venendo sostituito da Nick Torres.
- Abigail "Abby" Sciuto (stagioni 1-15), interpretata da Pauley Perrette, doppiata da Patrizia Burul.
Specialista forense, assistente di laboratorio. Adora l'abbigliamento dark, la musica Metal, le rose nere, e tutto ciò che appartiene a uno stile gotico. Ha una predilezione per Gibbs e una vera dipendenza per il caffè. Ha un ippopotamo di peluche, Bert, che, se compresso, produce un rumore simile a una flatulenza. Ascolta sempre musica ad alto volume mentre lavora. Nella quindicesima stagione, durante una cena con Clayton Reeves, un killer si avvicina a loro e spara. Clayton muore, ma per fortuna Abby riesce a sopravvivere. Dopo questa brutta esperienza decide di lasciare la squadra venendo sostituita da Kasie Hines.
- Donald "Ducky" Mallard (stagioni 1-20), interpretato da David McCallum, doppiato da Ambrogio Colombo.
Medico legale, assistente dell'NCIS. Si fa chiamare Ducky. La madre, affetta dal morbo di Alzheimer, muore nel corso della settima stagione. Adora raccontare lunghi aneddoti e parlare con i cadaveri. Va in pensione nel corso della sedicesima stagione, diventando uno storico dell'NCIS. Nel secondo episodio della ventunesima stagione Jimmy entra in casa sua e scopre che è morto pacificamente nel sonno.
- Timothy "Tim" McGee (stagione 2-in corso, ricorrente 1), interpretato da Sean Murray, doppiato da Fabrizio Vidale.
Esperto di informatica, dal 2003 agente speciale dell'NCIS. Ha un breve flirt con Abby, ha scritto un romanzo con protagonisti i suoi colleghi. Essendo timido e gentile, è il bersaglio preferito di Tony. Con il passare degli anni diventa uno dei migliori agenti della squadra e quando Tony lascia l'agenzia diventa un agente senior. Nella quattordicesima stagione propone alla sua fidanzata di sposarlo, mentre nella precedente perde il padre, con cui aveva un rapporto molto difficile. Nella diciannovesima gli viene proposto di prendere il posto di Gibbs ma rifiuta.
- Ziva David (stagioni 3-11, guest 16, ricorrente 17), interpretata da Cote de Pablo, doppiata da Francesca Fiorentini.
Ex agente del Mossad, unitasi all'NCIS dal 2005 per sostituire l'agente Todd, morta in missione. Inizialmente il suo compito è evitare la morte del fratellastro Ari, accusato dell'omicidio. Ma sarà lei stessa a ucciderlo salvando la vita a Gibbs. È specializzata in torture. Nella sesta stagione Tony uccide Michael Revkin, l'uomo di cui Ziva era innamorata; come conseguenza decide di lasciare l'NCIS, ma vi ritorna all'inizio della settima stagione. Decide in seguito di lasciare il Mossad e di entrare stabilmente nell'NCIS, non più come agente di collegamento ma come Agente Federale, prendendo anche la cittadinanza americana. Per ragioni personali, tra la decima e l'undicesima stagione lascia la squadra per fare ritorno in Israele. Il suo posto viene in seguito preso da Eleanor Bishop. Al termine della tredicesima stagione si scopre che Ziva è apparentemente morta durante un'esplosione alla fattoria dove si trovava e che ha messo al mondo una figlia, sua e di Tony. Nel finale della sedicesima stagione si scopre che in realtà è viva. Nella diciassettesima stagione raggiunge Tony e Tali a Parigi.
- Jennifer "Jenny" Shepard (stagioni 3-5, guest 9, 12), interpretata da Lauren Holly, doppiata da Emanuela Rossi.
Direttore dell'NCIS dal 2005 al 2008. È stata compagna di squadra ed ex amante di Gibbs, l'unico in grado di metterla in soggezione. Dalla quarta stagione ha un rapporto materno con Tony dopo che questi ha lavorato sotto copertura per lei. Il suo nemico giurato è il contrabbandiere di armi La Grenouille. Durante la quinta stagione scopre di essere affetta da un male incurabile. Decidendo di non rivelare niente ai compagni di lavoro, viene comunque uccisa in uno scontro a fuoco nel 2008 mentre conduce un'indagine non ufficiale su un ex agente dell'NCIS venendo sostituita da Leon Vance. Dopo la sua morte compare in alcuni flashback.
- Leon Vance (stagione 6-in corso, ricorrente 5), interpretato da Rocky Carroll, doppiato da Saverio Indrio (stagioni 5-22).
Direttore dell'NCIS dal 2008, in sostituzione del direttore Shepard. Compare anche in alcuni episodi antecedenti come vice direttore e responsabile del distaccamento NCIS della città di San Diego. Nella decima stagione sua moglie rimane uccisa in un attentato, in cui muore anche Eli David, direttore del Mossad e padre di Ziva.
- James "Jimmy" Palmer (stagione 10-in corso, ricorrente 1-9), interpretato da Brian Dietzen, doppiato da Giorgio Milana.
Secondo assistente di Ducky all'NCIS. Ha avuto una relazione clandestina quanto goffa con l'agente Lee, la nuova arrivata nella squadra. Spesso è attorchiato dai complicati aneddoti di Ducky. Dopo il pensionamento di quest'ultimo, diventa medico legale capo dell'NCIS.
- Eleanor "Ellie" Bishop (stagioni 11-18), interpretata da Emily Wickersham, doppiata da Valentina Favazza.
Ex agente della National Security Agency, agenzia per la quale lavorava come analista. Si unisce in seguito all'NCIS in sostituzione di Ziva. Sposata, a differenza dei colleghi, nel corso della tredicesima stagione il suo matrimonio finisce, a causa dei tradimenti del marito. Nella diciottesima stagione, dopo aver rovinato la sua reputazione, lascia l'NCIS per intraprendere una missione.
- Nicholas "Nick" Torres (stagione 14-in corso), interpretato da Wilmer Valderrama, doppiato da Stefano Crescentini. 
 Da tempo agente sotto copertura, diventa membro del team dopo aver collaborato con Gibbs nell'arresto dei membri della famiglia Silva, gruppo di pericolosi criminali sudamericani. Si unisce in seguito all'NCIS in sostituzione di Tony.
- Alexandra "Alex" Quinn (stagione 14), interpretata da Jennifer Esposito, doppiata da Laura Romano. 
 È l'agente NCIS che addestra le giovani reclute. Dopo aver collaborato con il team durante un'indagine di grande importanza accetta la proposta di Gibbs e diventa un nuovo membro della squadra. Dopo la quattordicesima stagione lascerà però la squadra per assistere la madre malata venendo così sostituita da Jacqueline Sloane.
- Clayton Reeves (stagioni 14-15, guest 13), interpretato da Duane Henry, doppiato da Riccardo Scarafoni. 
 Agente inglese, lavora per l'MI6 e si troverà spesso a collaborare con l'NCIS. Verrà ucciso con un colpo di pistola da un killer nella quindicesima stagione, subito dopo una cena con Abby.
- Jacqueline "Jack" Sloane (stagione 15-18), interpretata da Maria Bello, doppiata da Claudia Catani. 
Nuova psicologa forense che si aggiunge alla squadra in sostituzione di Quinn. Lascia l'NCIS nella diciottesima stagione.
- Kasie Hines (stagione 16-in corso, guest 15), interpretata da Diona Reasonover, doppiata da Giulia Franceschetti. 
Inizialmente assistente di Ducky, prende il posto di Abby dopo che quest'ultima lascia l'agenzia.
- Jessica Knight (stagione 19-in corso, guest 18), interpretata da Katrina Law, doppiata da Francesca Manicone.
 Si aggiunge alla squadra in sostituzione di Bishop.
- Alden Parker (stagione 19-in corso), interpretato da Gary Cole, doppiato da Francesco Prando.
 Dopo essere stato licenziato dall'FBI accetta di prendere il posto di Gibbs.

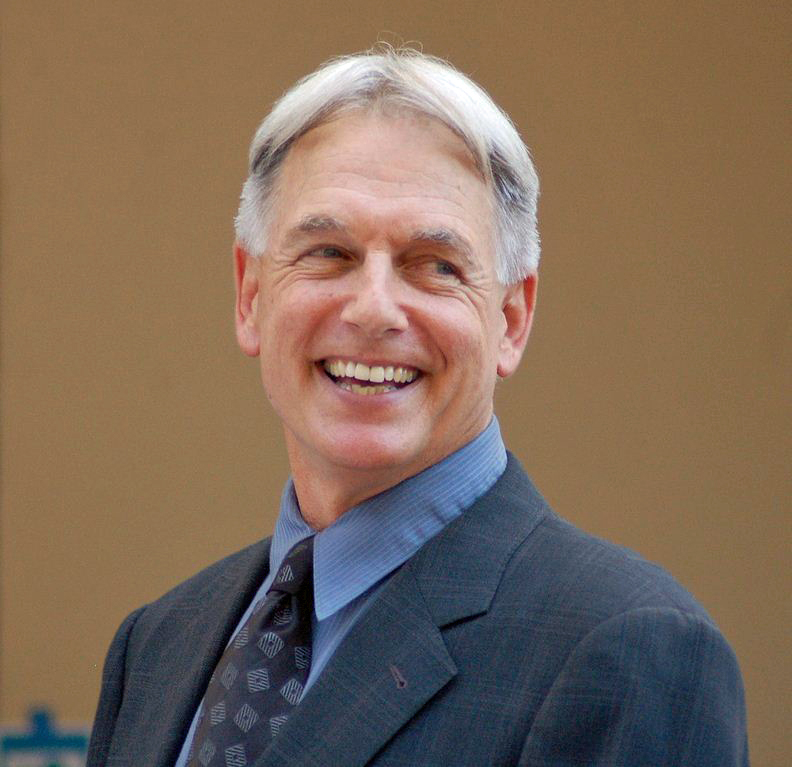
Mark Harmon interpreta Leroy Jethro Gibbs
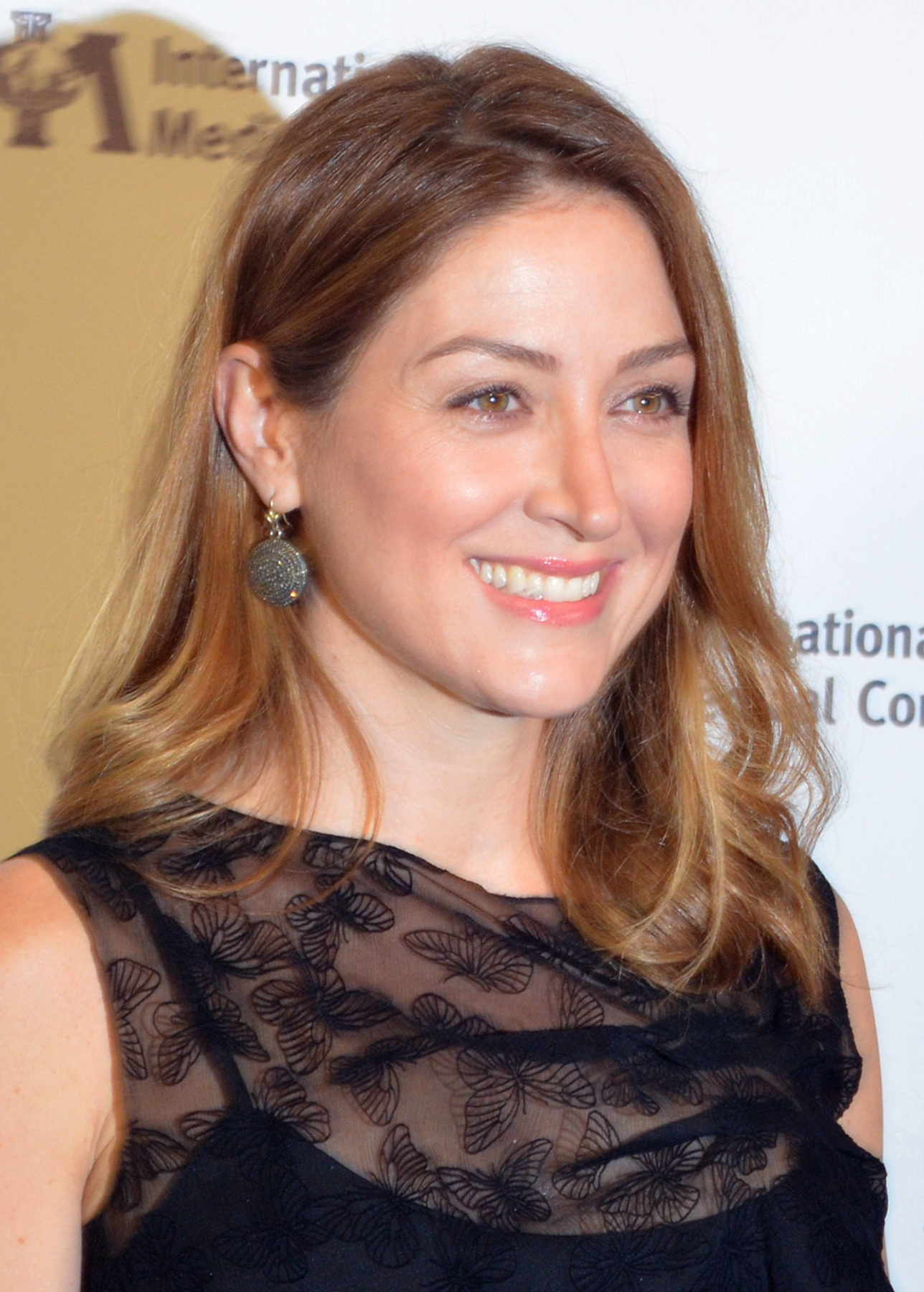
Sasha Alexander interpreta Kate Todd
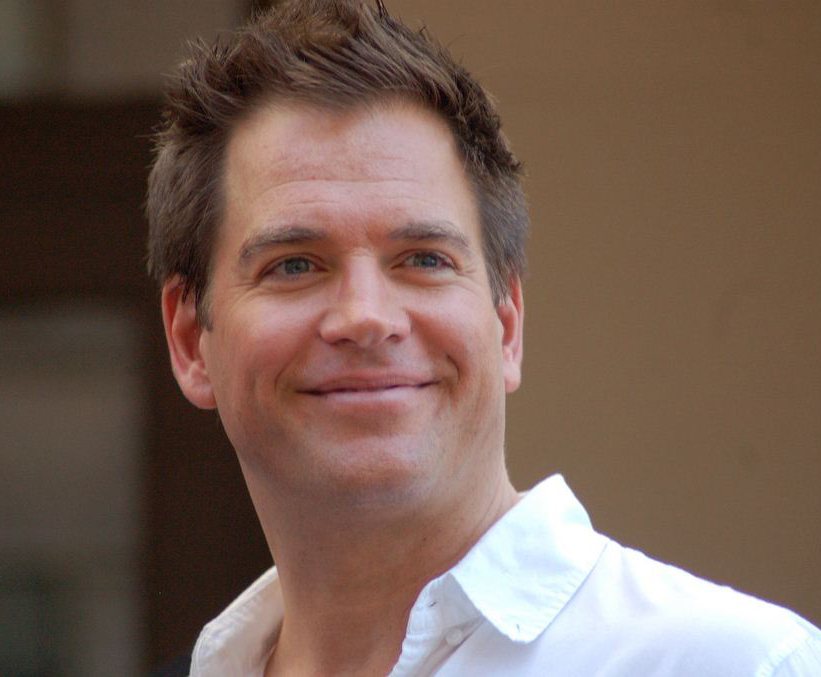
Michael Weatherly interpreta Anthony DiNozzo
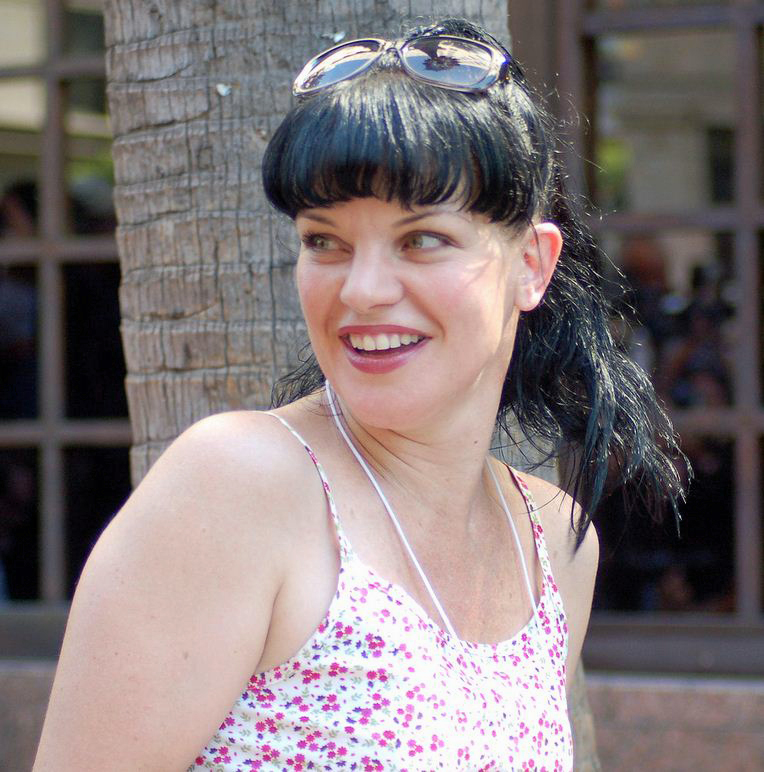
Pauley Perrette interpreta Abby Sciuto
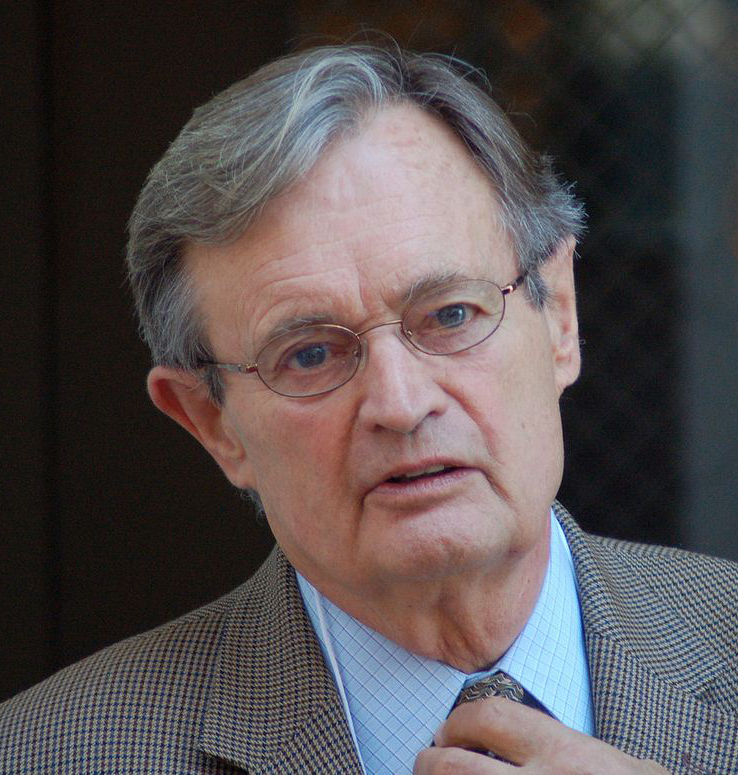
David McCallum interpreta Donald Mallard
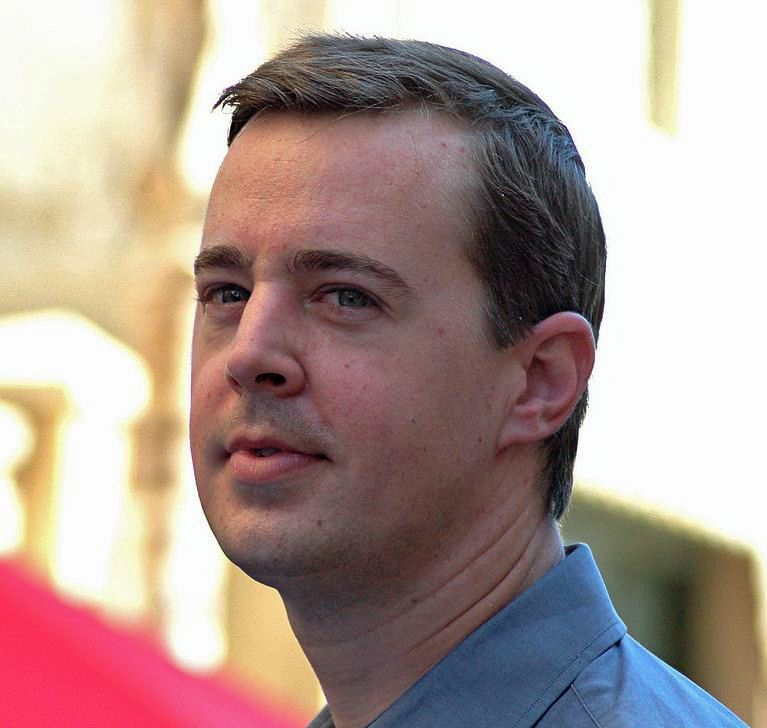
Sean Murray interpreta Timothy McGee
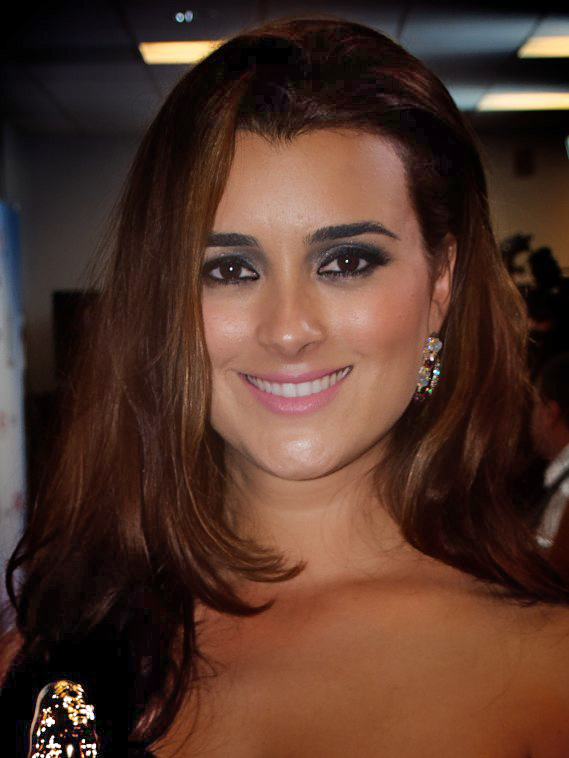
Cote de Pablo interpreta Ziva David
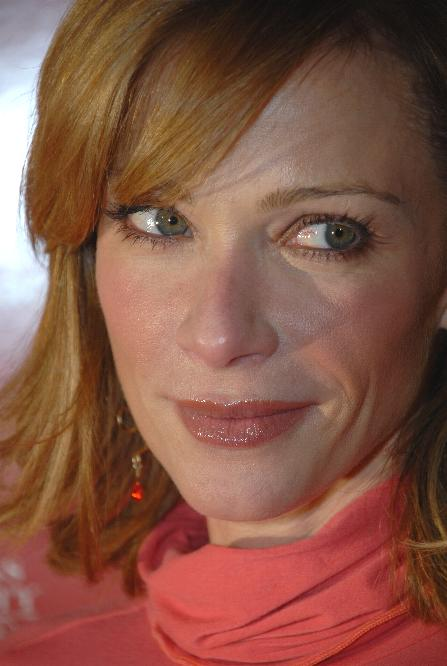
Lauren Holly interpreta Jennifer Shepard
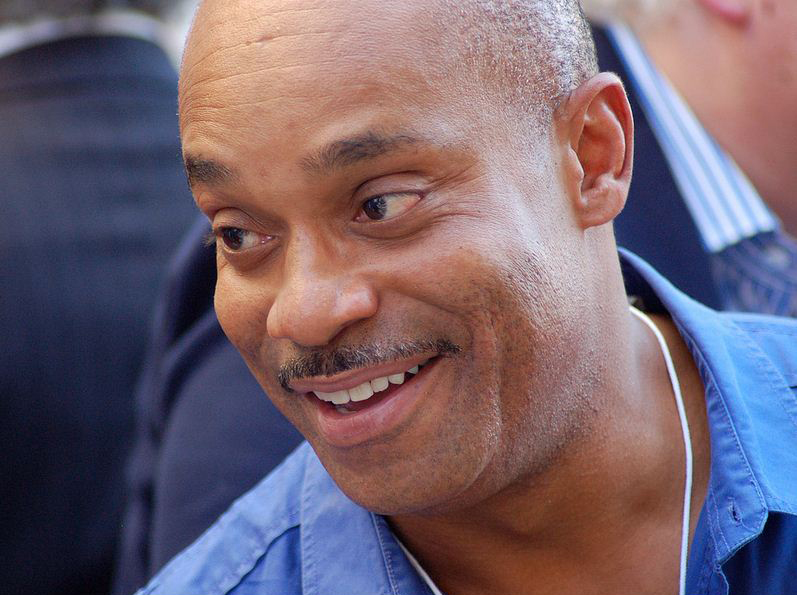
Rocky Carroll interpreta Leon Vance
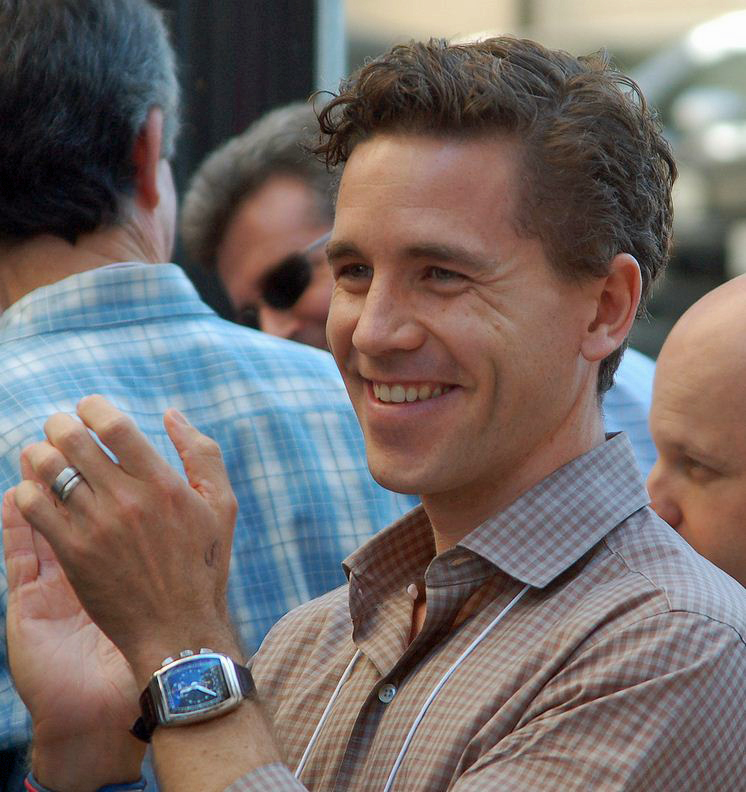
Brian Dietzen interpreta Jimmy Palmer
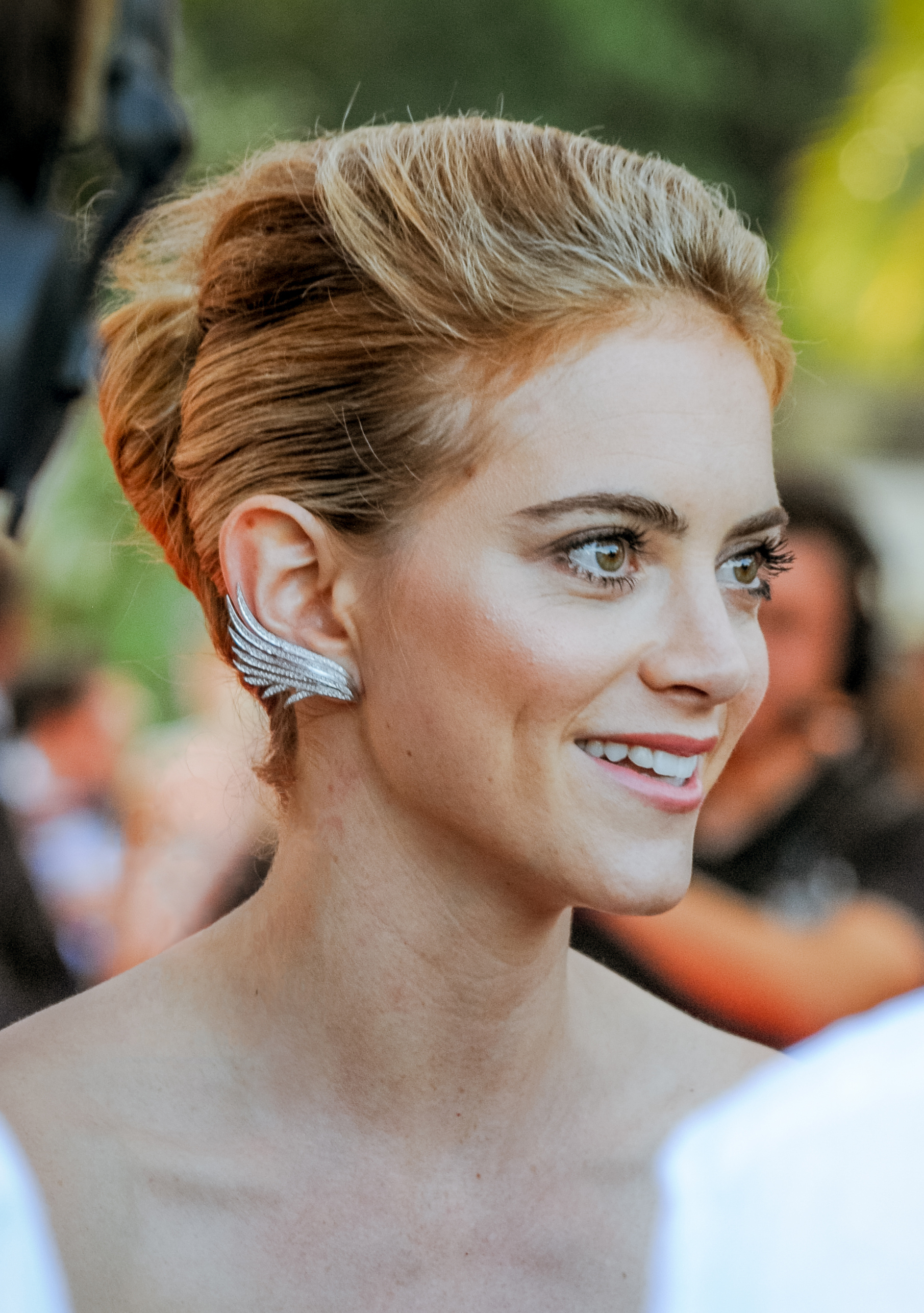
Emily Wickersham interpreta Eleanor Bishop
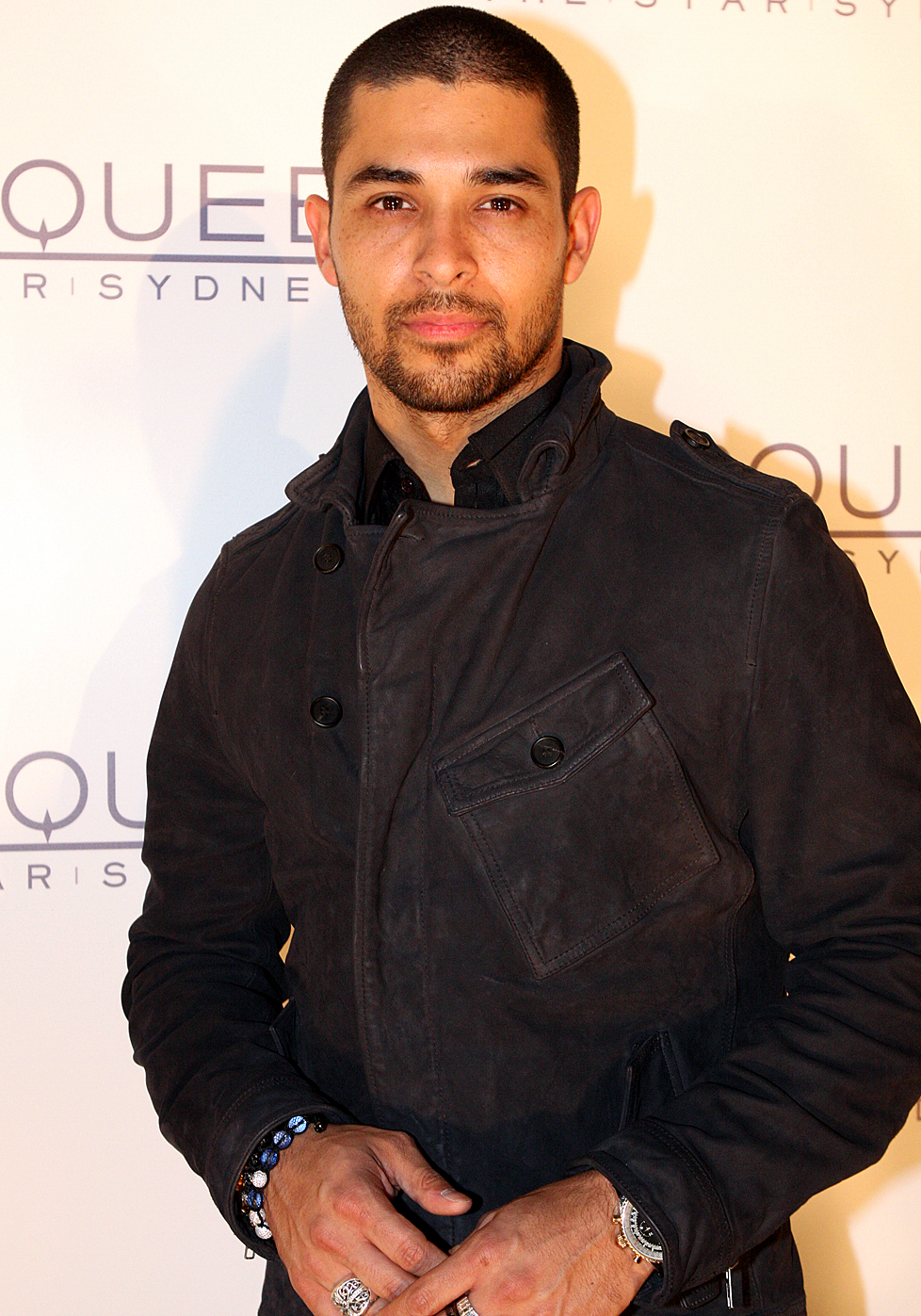
Wilmer Valderrama interpreta Nick Torres
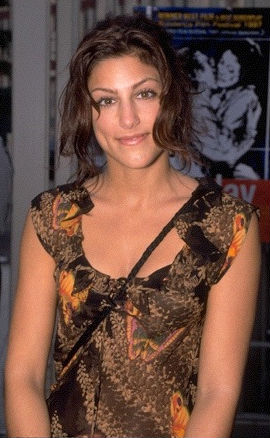
Jennifer Esposito interpreta Alex Quinn
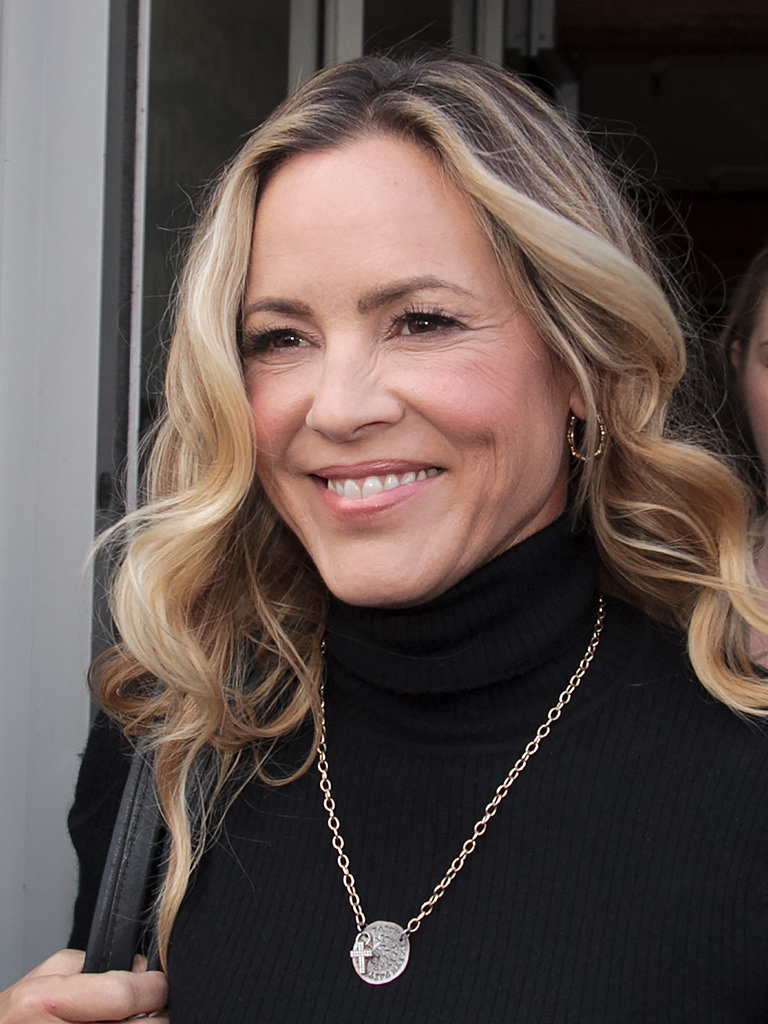
Maria Bello interpreta Jacqueline Sloane
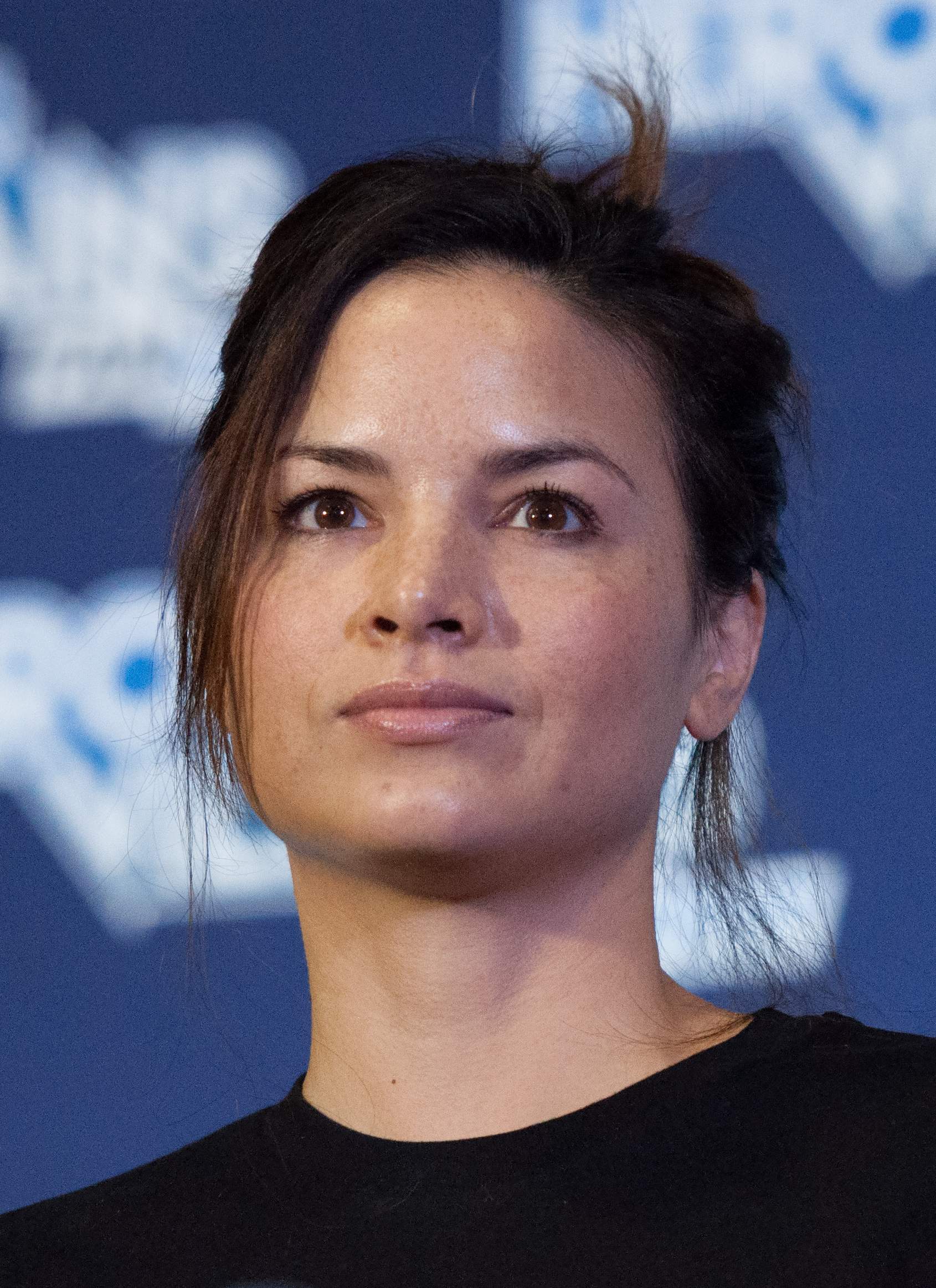
Katrina Law interpreta Jessica Knight
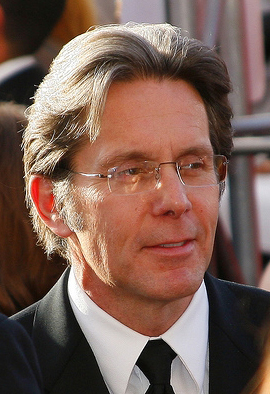
Gary Cole interpreta Alden Parker

## Produzione

### Concezione

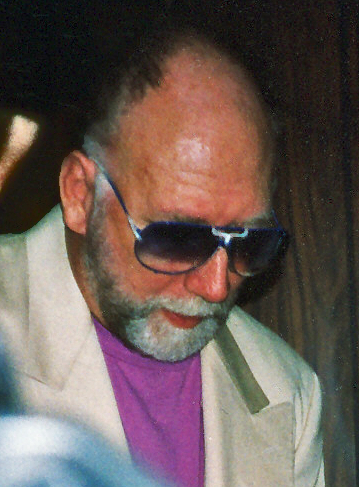
L'ideatore e produttore Donald P. Bellisario (1993)

La serie nasce nel 2003, quando Donald P. Bellisario, già ideatore e produttore di altre serie televisive cult come Magnum, P.I. e Airwolf, ottenne il via libera dalla CBS per inserire nell'ottava stagione di JAG - Avvocati in divisa uno speciale doppio episodio in due parti per dare il via a un potenziale spin-off. I due episodi, intitolati La regina di ghiaccio (Ice Queen) e Catastrofe annunciata (Meltdown), furono trasmessi il 22 e il 29 aprile 2003 e vedono i personaggi che diventeranno protagonisti di NCIS indagare su un caso di omicidio il cui principale sospettato è Harmon Rabb, protagonista di JAG interpretato da David James Elliott.
Abbandonando temporaneamente il titolo di lavorazione NCIS, poi adottato come titolo ufficiale dopo la prima stagione, la serie ottenne il via libera definitivo per la produzione di prima stagione con il titolo Navy CIS, poi cambiato in Navy NCIS prima del debutto, durante gli upfront del maggio 2003. In origine era stata la rete a voler inserire la parola «Navy» nel titolo, in modo da tenere la serie collegata all'universo di JAG nella mente degli spettatori; ma in seguito i produttori ottennero di ricostituire il titolo originale, sia per allontanare l'accostamento a JAG, sia perché la parola «Navy» risultava ridondante: l'acronimo NCIS sta infatti per «Naval Criminal Investigative Service».
Anche se formalmente la serie nasce come spin-off, l'ideatore Donald P. Bellisario presentò NCIS non come una «serie costola», derivante da JAG - Avvocati in divisa, ma come una fiction televisiva completamente nuova e indipendente. Bellisario spiegò che nessun personaggio di JAG sarebbe apparso in NCIS e non ci sarebbero quindi stati crossover oltre al backdoor pilot che introdusse la serie. Anche secondo i critici NCIS risultò come una serie autonoma, e, più che ricordare JAG, per certi aspetti, quali il ritmo veloce e l'atmosfera suggestiva, richiama la saga di CSI. Inoltre, Bellisario precisò che, rispetto a JAG, la nuova serie si prefissava l'obiettivo di raggiungere anche un pubblico più giovane. Secondo gli attori e i produttori, NCIS si contraddistingue per il cast corale, la forte caratterizzazione dei personaggi e gli elementi umoristici.

### Cast
La prima fase del casting si svolse nel marzo 2003, in vista del backdoor pilot che sarebbe stato trasmesso il mese successivo. Mark Harmon venne ingaggiato per interpretare l'agente speciale Leroy Jethro Gibbs; Michael Weatherly per il ruolo di Anthony DiNozzo; David McCallum per il ruolo del medico forense Donald "Ducky" Mallard; Pauley Perrette per la specialista forense Abby Sciuto; e Robyn Lively per interpretare l'agente speciale Vivian Blackadder. Nel successivo mese di giugno, dopo la trasmissione del backdoor pilot e l'approvazione della serie per la produzione di una prima stagione, Sasha Alexander fu ingaggiata per interpretare l'agente Caitlin "Kate" Todd, che sostituì il personaggio dell'agente Vivian Blackadder. In seguito, al cast principale si aggregò anche Sean Murray, interprete dell'agente speciale Timothy McGee, che fece la sua prima apparizione nel settimo episodio come personaggio ricorrente per entrare definitivamente nella seconda stagione.
Al termine della seconda stagione la Alexander uscì dal cast e il suo personaggio sostituito nell'autunno 2005 dall'agente Ziva David, interpretata da Cote de Pablo. Nello stesso periodo si unì al cast principale anche Lauren Holly, scelta per interpretare il nuovo direttore dell'NCIS, che, fino ad allora, era stato un personaggio secondario. Nell'estate 2008, dopo l'uscita di scena del personaggio interpretato da Lauren Holly al termine della quinta stagione, Rocky Carroll entrò nel cast principale come nuovo direttore dell'agenzia Leon Vance.
Nell'estate del 2013 venne annunciato che Cote de Pablo avrebbe lasciato la serie subito dopo l'inizio dell'undicesima stagione. Per sostituirla, venne quindi ingaggiata Emily Wickersham, la quale impersona il nuovo personaggio Ellie Bishop. Come annunciato il 5 gennaio 2016, Michael Weatherly uscì dal cast principale al termine della tredicesima stagione, lasciando il posto a tre nuovi attori: Duane Henry, interprete dell'agente proveniente dall'MI6 Clayton Reeves, Jennifer Esposito, per il ruolo dell'agente Alex Quinn, e Wilmer Valderrama. Gli ultimi due esordiscono nella quattordicesima stagione mentre Henry è stato introdotto nel finale della tredicesima insieme a Sarah Clarke, interprete dell'agente speciale dell'FBI Tess Monroe, inizialmente anche lei ingaggiata come potenziale nuova co-protagonista, ma poi non confermata.
Al termine della quattordicesima stagione, venne annunciata l'uscita dal cast di Jennifer Esposito; il 27 luglio 2017 Maria Bello è stata quindi ingaggiata per il ruolo di una nuova agente e psicologa forense che si unisce alla squadra nella stagione successiva. Il 4 ottobre 2017 Pauley Perrette, interprete di Abby, ha annunciato che lascerà la serie al termine della quindicesima stagione. Il 19 luglio 2018 viene annunciato che a prendere il suo posto ci sarà Diona Reasonover.

### Riprese
La serie è ambientata a Washington ma è in realtà girata, sia per gli esterni sia per gli interni, a Santa Clarita, nel sud della California; per gli interni, in particolare, vengono usati i Valencia Studios, situati nell'omonimo quartiere di Santa Clarita.

### Showrunner
Il primo showrunner della serie è stato Donald P. Bellisario, già ideatore e produttore della serie madre JAG. Nel 2007, in seguito ad alcune problematiche interne con il cast, e in particolare con Mark Harmon, Bellisario lascia le redini della serie nelle mani di Shane Brennan, già da tempo autore degli episodi. Due anni dopo Brennan lascia la guida di NCIS per fiondarsi nella produzione del primo spin-off, NCIS: Los Angeles. Il terzo showrunner è Gary Glasberg che porta la serie ai vertici della televisione americana. È nei primi anni della sua gestione che NCIS diventa la serie TV più vista negli Stati Uniti. Glasberg muore prematuramente nel settembre del 2016 a soli 50 anni e la serie viene affidata agli storici autori George Schenck & Frank Cardea, autori di numerosi episodi della serie fin dalla prima stagione.

## Colonna sonora
Il 10 febbraio 2009 la CBS Records ha pubblicato la prima colonna sonora della serie, intitolata NCIS: The Official TV Soundtrack e consistente in due dischi, per un totale di 22 brani, che comprendono le principali canzoni andate in onda nella serie, comprese quelle ascoltate dal personaggio di Abby Sciuto nel suo laboratorio, e il brano della sigla Numeriklab, composto dalla band Ministry, commercializzato per la prima volta.
Un secondo album è stato pubblicato il 3 novembre 2009: NCIS: The Official TV Soundtrack - Vol. 2. Si tratta di un unico disco con 12 brani, quasi tutti inediti della settima stagione, tra i quali vi è anche una registrazione dal titolo Bitter and Blue di Michael Weatherly, interprete di Tony DiNozzo nella serie.
Il 29 marzo 2011 è stata pubblicata una terza edizione, intitolata NCIS: The Official TV Score, indipendente dalle prime due uscite. L'album, curato da Brian Kirk, contiene 14 tracce ottenute missando vari pezzi dagli episodi della serie, più la prima versione commerciale della sigla (NCIS Main Theme).

## Spin-off

### NCIS: Los Angeles

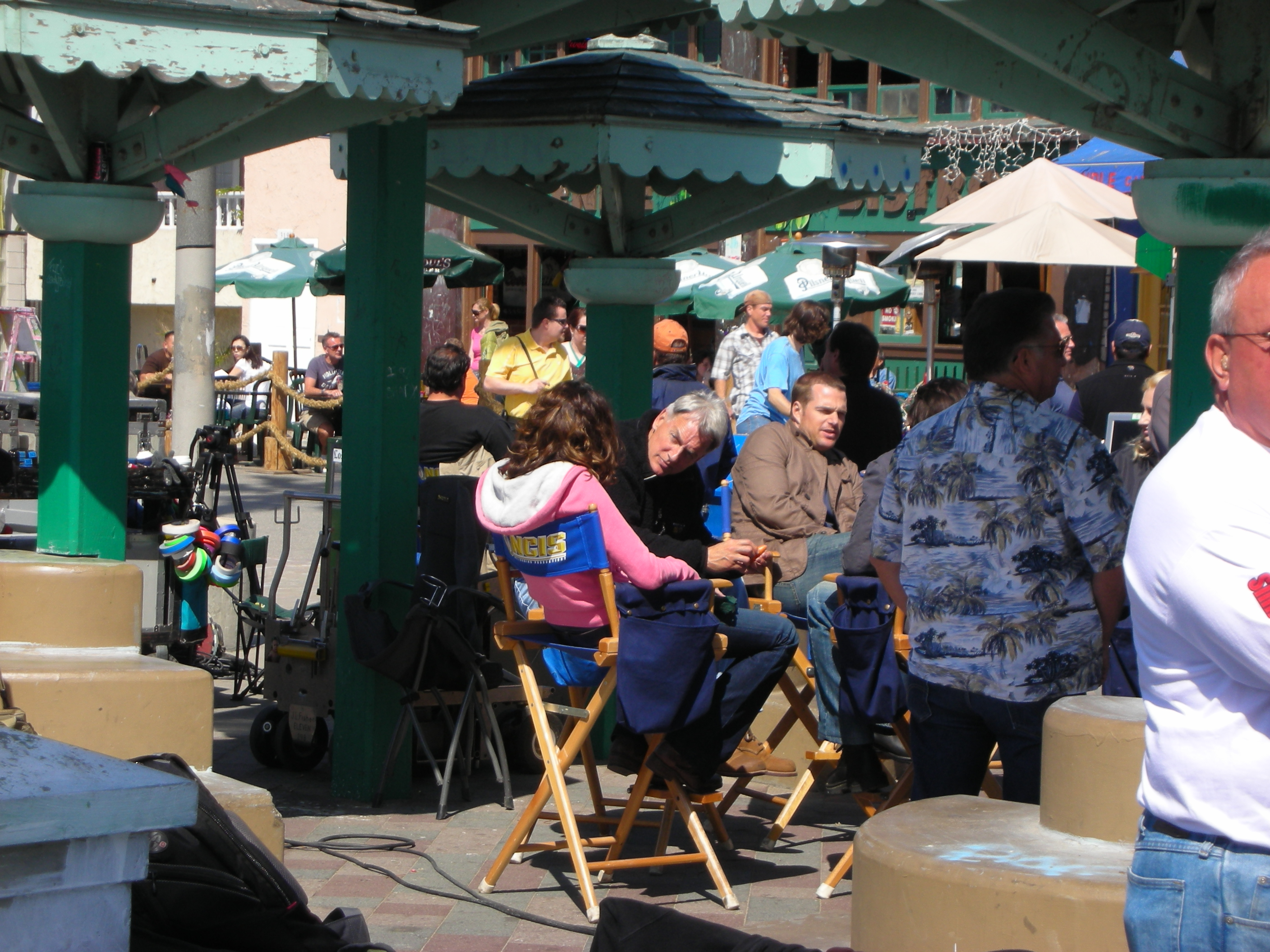
Mark Harmon e Chris O'Donnell durante le riprese del crossover tra NCIS e NCIS: Los Angeles

Dal 22 settembre 2009 al 21 maggio 2023 è andato in onda sulla rete statunitense CBS NCIS: Los Angeles, spin-off ambientato nell'omonima città californiana. I nuovi personaggi principali sono stati introdotti con un backdoor pilot (come nel caso tra NCIS e JAG), un episodio pilota corrispondente al 22º e 23º episodio della sesta stagione di NCIS, intitolato Leggenda (andato in onda negli Stati Uniti in due parti il 28 aprile e il 5 maggio 2009, e in Italia il 21 febbraio e 28 febbraio 2010). Chris O'Donnell interpreta l'agente speciale G. Callen, LL Cool J interpreta l'agente speciale Sam Hanna, Peter Cambor interpreta uno psicologo di nome Nate Getz e Daniela Ruah interpreta l'agente speciale Kensi Blye.
Le due serie mantengono uno stretto legame, infatti tra i personaggi di NCIS che ricorrono in NCIS: Los Angeles ci sono Leon Vance (Rocky Carroll) e Abby Sciuto (Pauley Perrette).

### NCIS: New Orleans
Nel mese di settembre 2013 la CBS annunciò l'inizio della produzione di un nuovo spin-off, dal titolo NCIS: New Orleans, che avrebbe debuttato nel corso dell'undicesima stagione con un doppio episodio introduttivo. Tale backdoor pilot è stato trasmesso in due parti, corrispondenti al 18º e 19º episodio della stagione, il 25 marzo e il 1º aprile 2014.
Come suggerisce il titolo, lo spin-off segue le vicende dell'unità investigativa dell'NCIS di New Orleans. Il cast include Scott Bakula nei panni dell'agente speciale Dwayne Cassius Pride, Paige Turco nei panni della moglie Linda, Lucas Black, interprete dell'agente Christopher Lasalle, Zoe McLellan, interprete dell'agente Meredith "Merri" Brody, e CCH Pounder, nel ruolo del medico legale Loretta Wade. La prima stagione di NCIS: New Orleans ha debuttato il 23 settembre 2014.
Il 17 febbraio 2021 viene annunciato che la settima stagione sarà l'ultima e che si concluderà con l'episodio finale il 16 maggio dello stesso anno.

### NCIS: Hawaii
Il 16 febbraio 2021 viene annunciata da Variety la produzione di un nuovo spin-off per CBS di NCIS, ambientato alle Hawaii e chiamato per l'appunto NCIS: Hawai'i.
Nel febbraio 2023 la serie era stata rinnovata per una terza stagione; tuttavia nel maggio 2024 la CBS ne ha annunciato la cancellazione dopo dieci episodi, senza un finale di stagione vero e proprio.

### NCIS: Sydney
Il 16 febbraio 2022 è stato riferito che era in lavorazione uno spin-off ambientato a Sydney, in Australia. Il produttore di NCIS: Los Angeles, Shane Brennan, era legato al progetto.
La serie ha debuttato in Australia il 10 novembre 2023, mentre ha debuttato negli Stati Uniti il 14 dello stesso mese.

## Accoglienza
NCIS è risultata la serie televisiva più seguita negli Stati Uniti d'America tra il 2009 e il 2013; in particolare la decima stagione (2012-2013) è stata la più seguita, con una media di 21.344.000 spettatori per episodio, ascolti di poco inferiori solo alle partite di NFL. All'edizione del 2014 del Monte-Carlo Television Festival, NCIS fu premiata come serie televisiva drammatica più vista al mondo; Eurodata TV Worldwide stimò infatti che nel corso del 2013 a livello internazionale la serie era stata seguita da circa 57,6 milioni di spettatori.
| Stagione | Prima di stagione | Finale di stagione | Media spettatori (in milioni) | Pos. classifica programmi più visti | Pos. classifica serie TV più viste |
| -------- | ----------------- | ------------------ | ----------------------------- | ----------------------------------- | ---------------------------------- |
| 1        | 23 settembre 2003 | 25 maggio 2004     | 11,84                         | 25ª                                 | 15ª                                |
| 2        | 28 settembre 2004 | 24 maggio 2005     | 13,57                         | 21ª                                 | 13ª                                |
| 3        | 20 settembre 2005 | 16 maggio 2006     | 15,27                         | 15ª                                 | 9ª                                 |
| 4        | 19 settembre 2006 | 22 maggio 2007     | 14,54                         | 15ª                                 | 8ª                                 |
| 5        | 25 settembre 2007 | 20 maggio 2008     | 14,41                         | 10ª                                 | 5ª                                 |
| 6        | 23 settembre 2008 | 19 maggio 2009     | 17,89                         | 4ª                                  | 2ª                                 |
| 7        | 22 settembre 2009 | 25 maggio 2010     | 19,327                        | 3ª                                  | 1ª                                 |
| 8        | 21 settembre 2010 | 17 maggio 2011     | 19,461                        | 4ª                                  | 1ª                                 |
| 9        | 20 settembre 2011 | 15 maggio 2012     | 19,491                        | 3ª                                  | 1ª                                 |
| 10       | 25 settembre 2012 | 14 maggio 2013     | 21,344                        | 2ª                                  | 1ª                                 |
| 11       | 24 settembre 2013 | 13 maggio 2014     | 19,773                        | 3ª                                  | 2ª                                 |
| 12       | 23 settembre 2014 | 12 maggio 2015     | 18,25                         | 3ª                                  | 2ª                                 |
| 13       | 22 settembre 2015 | 17 maggio 2016     | 20,5                          | 3ª                                  | 2ª                                 |
| 14       | 20 settembre 2016 | 16 maggio 2017     | 18,4                          | 3ª                                  | 2ª                                 |

## Riconoscimenti
- Emmy Awards

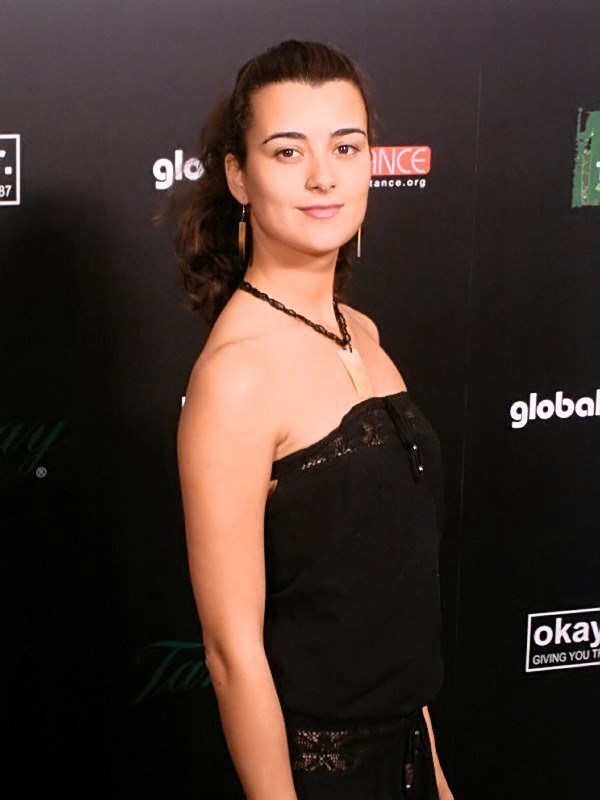
Cote de Pablo ha ottenuto diversi riconoscimenti per l'interpretazione di Ziva David

  - Nel 2005 candidatura per la miglior guest star in una serie TV drammatica a Charles Durning.
  - Nel 2008 candidatura per il miglior coordinamento stunt  a Diamond Farnsworth.
  - Nel 2013 candidatura per il miglior coordinamento stunt  a Diamond Farnsworth.
- ALMA Awards
  - Nel 2008 candidatura per la miglior attrice in una serie TV drammatica a Cote de Pablo.
  - Nel 2009 candidatura per la miglior attrice in una serie TV drammatica a Cote de Pablo.
  - Nel 2011 premio per la miglior attrice in una serie TV drammatica a Cote de Pablo.
  - Nel 2012 candidatura per la miglior attrice in una serie TV drammatica a Cote de Pablo.
- ASCAP Awards
  - Nel 2004 riconoscimento ai compositori musicali delle serie TV più seguite a Steve Bramson, Matthew Hawkins, Henri Maurice Jackson e Neil Martin.
  - Lo stesso riconoscimento è stato assegnato annualmente dal 2006 al 2012 a Matthew Hawkins, Henri Maurice Jackson e Neil Martin.
- BMI Awards
  - Nel 2005 premio BMI TV Music Award a Joseph Conlan.
  - Nel 2008 premio BMI TV Music Award a Brian Kirk.
  - Nel 2009 premio BMI TV Music Award a Brian Kirk.
- California on Location Awards
  - Nel 2008 premio location team dell'anno a Emily Kirylo, Jim McClafferty, Joel Sinderman e Michael Soleau.
- NAACP Image Awards
  - Nel 2008 candidatura per il miglior attore in una serie TV drammatica Rocky Carroll.
- Imagen Awards
  - Nel 2006 premio per la miglior attrice non protagonista a Cote de Pablo.
  - Nel 2009 candidatura per la miglior attrice non protagonista a Cote de Pablo.
  - Nel 2011 candidatura per la miglior attrice non protagonista a Cote de Pablo.
- People's Choice Awards
  - Nel 2009 candidatura per la miglior serie TV drammatica.
  - Nel 2009 candidatura per il miglior attore in una serie drammatica a Mark Harmon.
  - Nel 2010 candidatura per la miglior serie TV drammatica.
  - Nel 2011 candidatura per la miglior serie TV crime.
  - Nel 2011 candidatura per il miglior combattente in una serie TV crime a Mark Harmon.
  - Nel 2012 candidatura per la miglior serie TV crime.
  - Nel 2013 candidatura per la miglior serie TV crime.
  - Nel 2013 candidatura per il miglior attore in una serie drammatica a Mark Harmon.
  - Nel 2013 candidatura per la miglior attrice in una serie drammatica a Pauley Perrette.
- Young Artist Awards
  - Nel 2008 candidatura per la miglior guest star giovane maschile a Dominic Scott Kay.
  - Nel 2011 premio per la miglior guest star giovane femminile a Madisen Beaty.
  - Nel 2011 candidatura per la miglior guest star giovane femminile a Sadie Calvano.
  - Nel 2012 candidatura per la miglior guest star giovane femminile a Melody Angel.

## Edizioni home video
Le stagioni di NCIS sono state distribuite anche in DVD e Blu-ray Disc.
| Stagione         | Episodi | Pubblicazione nel Nordamerica (Regione 1) | Pubblicazione in Europa (Regione 2) |
| ---------------- | ------- | ----------------------------------------- | ----------------------------------- |
| Prima stagione   | 23      | 6 giugno 2006                             | 24 luglio 2006                      |
| Seconda stagione | 23      | 14 novembre 2006                          | 2 ottobre 2006                      |
| Terza stagione   | 24      | 24 aprile 2007                            | 25 giugno 2007                      |
| Quarta stagione  | 24      | 23 ottobre 2007                           | 19 maggio 2008                      |
| Quinta stagione  | 19      | 26 agosto 2008                            | 22 giugno 2009                      |
| Sesta stagione   | 25      | 25 agosto 2009                            | 2 agosto 2010                       |
| Settima stagione | 24      | 24 agosto 2010                            | 13 giugno 2011                      |
| Ottava stagione  | 24      | 23 agosto 2011                            | 20 giugno 2012                      |
| Nona stagione    | 24      | 21 agosto 2012                            | 19 giugno 2013                      |
| Decima stagione  | 24      | 20 agosto 2013                            | 9 luglio 2014                       |

## Videogiochi
Nel 2010 CBS Interactive e GameHouse hanno realizzato NCIS: The Game, un videogioco, a pagamento, per telefono cellulare disponibile per iOS, Android, BlackBerry, Windows Phone e BREW/J2ME, scritto dagli sceneggiatori della serie TV.
Il 1º novembre 2011 uscì un videogioco prodotto dalla Ubisoft, NCIS: The Video Game, pubblicato inizialmente per PC, Xbox 360, PlayStation 3 e Wii; un porting per Nintendo 3DS uscì il 6 marzo 2012. Il videogioco è considerato, sia dai revisori che dai giocatori, come una "presa in giro dalla serie televisiva" e ha ricevuto un punteggio di 2/10 su GameSpot.